# Вест-Салліван (Міссурі)
Вест-Салліван (англ. West Sullivan) — місто (англ. town) в США, в окрузі Кроуфорд штату Міссурі. Населення — 285 осіб (2020).

## Географія
Вест-Салліван розташований за координатами 38°11′31″ пн. ш. 91°11′30″ зх. д. / 38.19194° пн. ш. 91.19167° зх. д. (38.191991, -91.191758).  За даними Бюро перепису населення США в 2010 році місто мало площу 0,94 км², уся площа — суходіл.

## Демографія
Згідно з переписом 2010 року, у місті мешкало 119 осіб у 41 домогосподарстві у складі 31 родини. Густота населення становила 127 осіб/км².  Було 49 помешкань (52/км²).
Расовий склад населення:
| - 98,3 % — білих - 1,7 % — осіб інших рас |

До двох чи більше рас належало 0,0 %. Частка іспаномовних становила 1,7 % від усіх жителів.
За віковим діапазоном населення розподілялося таким чином: 34,5 % — особи молодші 18 років, 58,8 % — особи у віці 18—64 років, 6,7 % — особи у віці 65 років та старші. Медіана віку мешканця становила 31,5 року. На 100 осіб жіночої статі у місті припадало 88,9 чоловіків;  на 100 жінок у віці від 18 років та старших — 100,0 чоловіків також старших 18 років.
Середній дохід на одне домашнє господарство  становив 24 696 доларів США (медіана — 23 125), а середній дохід на одну сім'ю — 29 223 долари (медіана — 24 375). За межею бідності перебувало 49,2 % осіб, у тому числі 86,7 % дітей у віці до 18 років та 0,0 % осіб у віці 65 років та старших.
Цивільне працевлаштоване населення становило 13 особи. Основні галузі зайнятості: освіта, охорона здоров'я та соціальна допомога — 30,8 %, роздрібна торгівля — 23,1 %, науковці, спеціалісти, менеджери — 15,4 %, виробництво — 15,4 %.